# Martin Forsthuber
Martin Forsthuber (* 8. Oktober 1937 in Eugendorf) ist ein ehemaliger österreichischer Politiker (ÖVP) und Geschäftsführer des Salzburger Seniorenbundes. Er war von 1993 bis 1994 Mitglied des österreichischen Bundesrates und von 1996 bis 1999 Abgeordneter zum Salzburger Landtag.

## Ausbildung und Beruf
Forsthuber wurde in Eugendorf geboren und besuchte von 1945 bis 1949 die Volksschule in Plainfeld. Zwischen 1949 und 1953 wechselte er zum Besuch der Hauptschule nach Salzburg, wobei er anschließend die landwirtschaftliche Fortbildungsschule und die Handelsschule in Salzburg absolvierte. Nachdem er von 1956 bis 1957 den Präsenzdienst absolviert hatte, arbeitete er von 1957 bis 1960 als landwirtschaftlicher Facharbeiter im elterlichen Betrieb mit. Danach wurde er 1961 Angestellter bei der Land- und Forstwirtschaftlichen Sozialversicherungsanstalt Salzburg, wo er bis 1963 beschäftigt war. Er trat 1964 in den Dienst des Salzburger Seniorenbundes, für den er bis 1997 als Landesgeschäftsführer arbeitete.

## Politik und Funktion
Forsthuber engagierte sich von 1952 bis 1961 in der Jungen Volkspartei. Neben seinem Beruf als Landesgeschäftsführer des Salzburger Seniorenbundes hatte Forsthuber zwischen 1973 und 2002 auch die Funktion des geschäftsführenden Obmanns der Salzburger Seniorenhilfe inne. Er war Mitglied der Österreichischen Volkspartei und wirkte von 1971 bis 1986 als Ortsparteiobmann der ÖVP in Schallmoos-Nord. Auf Landesebene gehörte er von 1997 bis 2002 dem Landesparteipräsidium an, zudem war er von 1991 bis 1997 Bezirksobmann des Salzburger Seniorenbundes Salzburg-Stadt. Danach war er von 1997 bis 2002 Landesobmann des Salzburger Seniorenbundes und wirkte während dieser Zeit auch als Vizepräsident des Österreichischen Seniorenrates. Ab 1995 war er zudem Obmann des Bundessozialausschusses des Österreichischen Seniorenbundes bzw. Mitglied der Seniorenkurie im Bundeskanzleramt. Des Weiteren war er ab 1998 als Mitglied des Seniorenbeirates beim Amt der Salzburger Landesregierung aktiv. 
Sein erstes politisches Mandat hatte er zwischen 1972 und 1987 als Mitglied des Gemeinderates der Stadt Salzburg inne, wobei er auch Obmann des Sozialausschusses und Mitglied des Stadtsenates war. Er war vom 20. Oktober 1993 bis zum 1. Mai 1994 Mitglied des Bundesrates und gehörte danach vom 24. April 1996 bis zum 26. April 1999 dem Salzburger Landtag an. 
Forsthuber war von 1980 bis 1990 Mitglied der Hauptversammlung und des Vorstandes der Salzburger Gebietskrankenkasse, ab 1995 Vorstandsmitglied im Hauptverband der Österreichischen Sozialversicherungsträger und ab 1995 Vorsitzender des Beirates in der Salzburger Gebietskrankenkasse.